# Jugendkantorei Wurzen
Die Jugendkantorei des Wurzener Domes ist ein christlicher Jugendchor mit überregionaler Zusammensetzung und vorwiegend regionalem Wirkungsschwerpunkt mit Sitz am Dom St. Marien in der sächsischen Kleinstadt Wurzen nahe Leipzig. Sie wurde von Johannes Dickert 1986 gegründet und 33 Jahre lang geleitet.

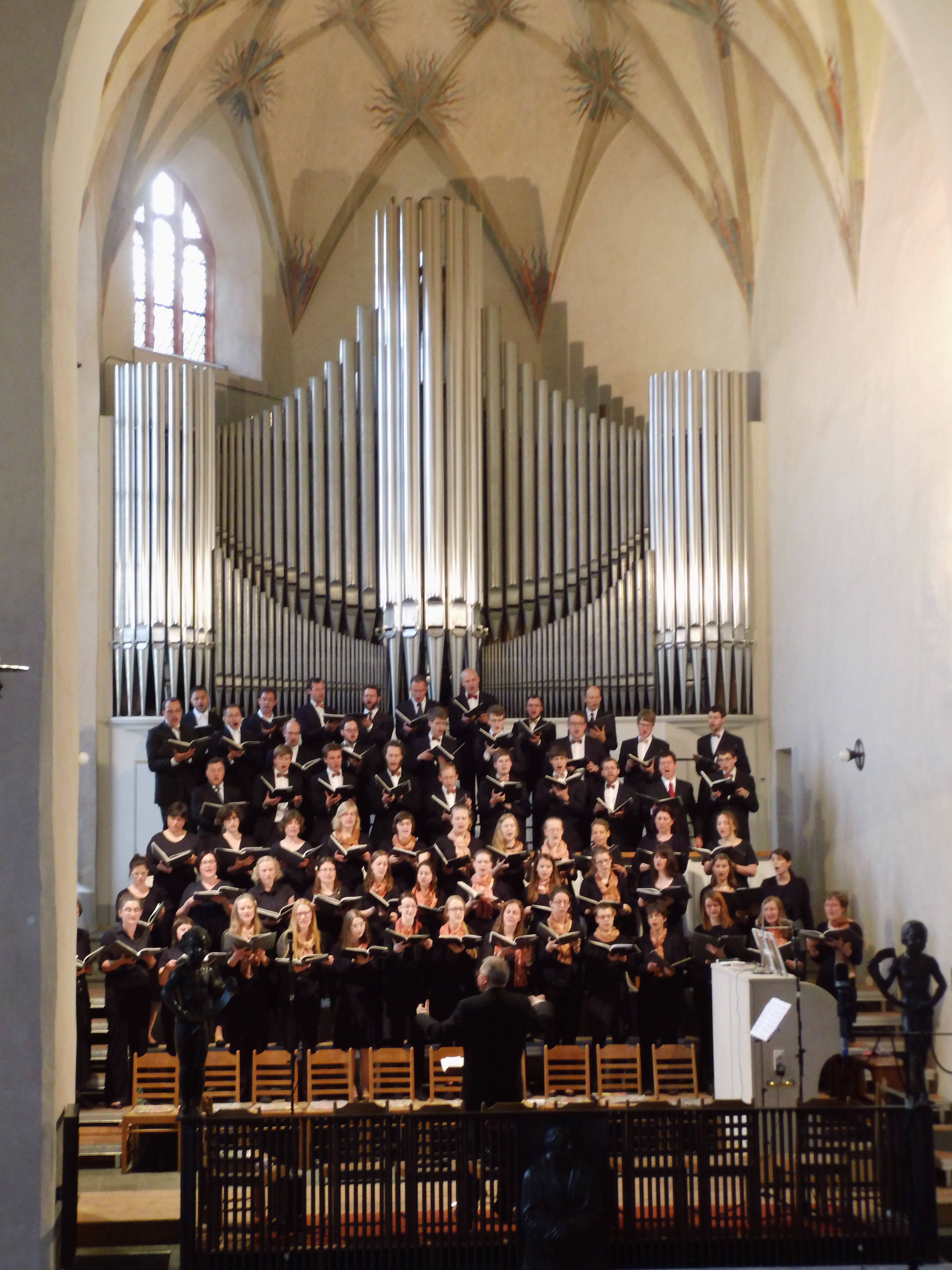
30 Jahre Jugendkantorei des Wurzener Doms – Jubiläumskonzert mit aktuellen und einstigen Chormitgliedern, am 28. Mai 2016 auf der Empore von St. Marien – Foto: Holger Zürch

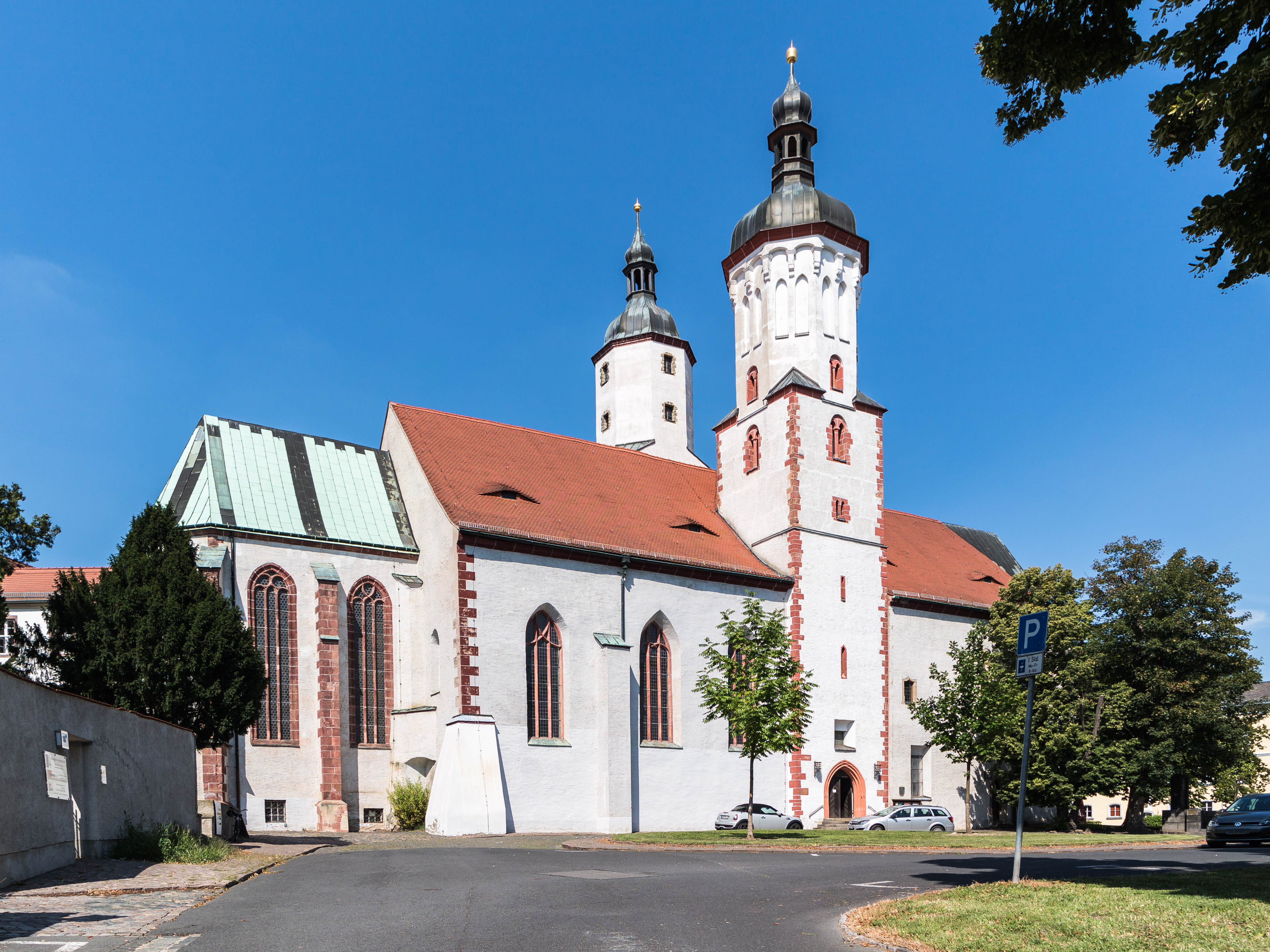
Der Dom zu Wurzen – Namensgeber der Jugendkantorei

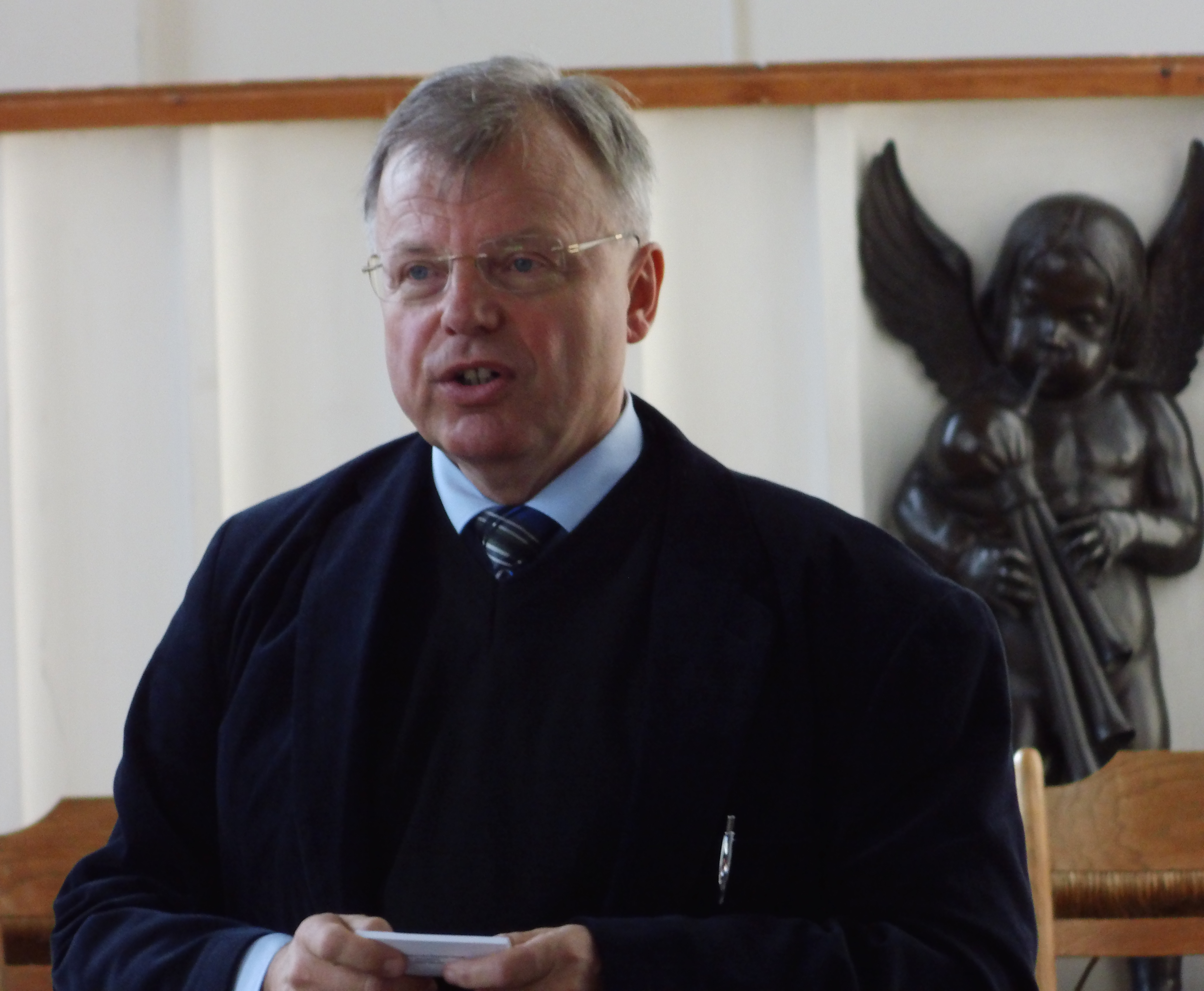
Johannes Dickert, Gründer der Jugendkantorei – Foto: Holger Zürch (2014)

## Entwicklung und Gegenwart
Aus der anfangs kleinen Gemeinschaft von zehn Sängern erwuchs ein Chor mit aktuell 38 Sängern (Stand: Dezember 2016). Sie kommen aus Sachsen, Sachsen-Anhalt und Thüringen und sind zwischen 16 und 30 Jahren alt. Einmal monatlich treffen sie sich zum Probenwochenende in Wurzen oder an einem Konzertort, um miteinander zu proben und christliche Gemeinschaft zu erleben. Traditionell jedes Jahr Anfang Dezember gibt die Jugendkantorei ihr Adventskonzert im Dom zu Wurzen.
Am 28. Mai 2016 gaben anlässlich des 30-jährigen Bestehens der Jugendkantorei damalige und einstige Chormitglieder unter der Leitung von Johannes Dickert ein Jubiläumskonzert im Dom zu Wurzen.
Johannes Dickert ging Ende Juni 2019 in den Ruhestand. Das letzte offizielle Konzert mit Dickert als Chorleiter gab die Jugendkantorei am 15. Juni 2019 im Dom St. Marien in Wurzen.

## Repertoire
Der Schwerpunkt liegt in der Aufführung klassischer geistlicher Musik und von Kompositionen der Romantik. Gemäßigt moderne Chorliteratur und Spirituals gehören ebenfalls zum Repertoire. Dabei widmet sich die Jugendkantorei hauptsächlich der A-cappella-Musik.

## Auftritte
Im Juli 1997 eröffnete die Jugendkantorei des Wurzener Domes in Dresden die Konzertreihe zum Wiederaufbau der Frauenkirche.
Die Jugendkantorei gibt deutschlandweit in zahlreichen Kirchen und darüber hinaus Konzerte, so etwa in Augsburg, Berlin, Chemnitz (mit der Sächsischen Bläserphilharmonie und der Domkantorei Wurzen am 26. Dezember 2014 in der Stadthalle Chemnitz), in Dresden, Frankfurt am Main, Görlitz, Heidelberg, Hamburg, Kassel, Leipzig, München, Kloster Plankstetten, Wien, Warstein, Essen und Köln.
Anfang Oktober 2016 gastierte die Jugendkantorei mit Chorleiter Johannes Dickert und Organist Stephan Seebaß in Süddeutschland und der Schweiz: in Beilngries, Böblingen, Märwil und Affeltrangen. Am 14. Dezember 2016 wirkte die Jugendkantorei auf Einladung der Sächsischen Landesbibliothek – Staats- und Universitätsbibliothek Dresden (SLUB) mit beim „Adventskonzert mit Werken der Kreuzkantoren“ anlässlich der Ausstellung „800 Jahre Kreuzchor“.

## Namensgeber
Die Heimat der Jugendkantorei ist der Dom St. Marien zu Wurzen. Im Jahr 1114 geweiht, gehört er zu den ältesten Sakralbauten in Sachsen und war besonders im 15./16. Jahrhundert als Sitz der Bischof von Meißen von großer regionaler Bedeutung.

## Diskografie
Folgende fünf Alben entstanden unter Leitung von Johannes Dickert:
- 1998: Jauchzet dem Herrn alle Welt – Chor- und Orgelmusik aus dem Dom St. Marien zu Wurzen. querstand.
- 2004: Cantate Domino. live-CD. Dipps-O-Ton.
- 2006: Weihnachten im Dom St. Marien zu Wurzen. querstand.
- 2010: Abend ward, bald kommt die Nacht – Abendlieder aus dem Dom St. Marien Wurzen. Mit Wolfgang Seifen. querstand.
- 2019: Magnificat – Marienmusik aus dem evangelischen Dom St. Marien zu Wurzen. Erschienen beim Label Querstand.[7]